# Parochthiphila reichardti
Parochthiphila reichardti är en tvåvingeart som beskrevs av Tanasijtshuk 1968. Parochthiphila reichardti ingår i släktet Parochthiphila och familjen markflugor. Inga underarter finns listade i Catalogue of Life.